# Lycaeides coerulea
Lycaeides coerulea är en fjärilsart som beskrevs av Embrik Strand 1901. Lycaeides coerulea ingår i släktet Lycaeides och familjen juvelvingar. Inga underarter finns listade i Catalogue of Life.